# Износ (экономика)
Износ в экономике — обесценивание долгосрочных материальных производственных активов (основных средств), таких как здания, оборудование, транспорт, сопровождающееся потерей их технико-экономических характеристик.
Существует три типа износа:
- Физический износ — износ имущества, связанный со снижением его стоимости в результате утраты своих физических свойств (прочность, внешний вид и т. п.) путём естественного физического старения в процессе использования данного объекта имущества;
- Моральный (функциональный) износ — частичная утрата основными фондами потребительной стоимости в связи с удешевлением их воспроизводства или в связи с более низкой производительностью по сравнению с новыми;
- Экономический износ — уменьшение стоимости имущества вследствие изменения внешних факторов (политических, экономических, экологических и т. д.).

Физический износ можно найти следующим образом:
Износ = Время эксплуатации актива / Нормативный срок службы актива